# Конституция Боснии и Герцеговины
Конституция Боснии и Герцеговины (босн. и хорв. Ustav Bosne i Hercegovine, серб. Устав Босне и Херцеговине) разработана в ходе мирных переговоров по боснийскому урегулированию, и была принята 21 ноября 1995 года как приложение к Дейтонскому соглашению, а подписана 14 декабря 1995 года в Париже президентами Боснии и Герцеговины, Хорватии, Союзной Республики Югославия и международными посредниками. Ознаменовала окончание гражданской войны в республике. Конституция состоит из преамбулы, 12 статей, каждая из которых разделена на несколько пунктов, и 2 приложений. Орган конституционного контроля — Конституционный суд. Поправки принимаются парламентом. С ноября 2005 года проводятся переговоры по изменению конституции. Среди обсуждаемых инициатив — замена коллегиального президиума на единого президента, усиление полномочий парламента. В марте 2009 г. в конституцию впервые были внесены изменения, а в декабре Европейский суд по правам человека признал нарушающими ЕКПЧ положения конституции о том, что только этнические боснийцы, сербы и хорваты могут быть членами президиума страны и верхней палаты парламента.

## Содержание[3]
- Преамбула
- Статья I. Босния и Герцеговина
- Статья II. Права человека и основные свободы
- Статья III. Обязанности институтов Боснии и Герцеговины и Образований и отношения между ними
- Статья IV. Парламентская ассамблея
- Статья V. Президиум
- Статья VI. Конституционный суд
- Статья VII. Центральный банк
- Статья VIII. Финансы
- Статья IX. Общие положения
- Статья X. Внесение поправок
- Статья XI. Договоренности на переходный период
- Статья XII. Вступление в силу